# Rak Lintang
Rak Lintang is een bestuurslaag in het regentschap Gayo Lues van de provincie Atjeh, Indonesië. Rak Lintang telt 263 inwoners (volkstelling 2010).